# Poecilopsis dubia
Poecilopsis dubia là một loài bướm đêm trong họ Geometridae.